# Ионов, Пётр Павлович
Ио́нов Пётр Па́влович (1897 — 1968) — советский военачальник, участник Гражданской, Советско-финляндской и Великой Отечественной войн, генерал-лейтенант авиации, автор трудов по оперативному и тактическому применению ВВС РККА.

## Биография
Был старшим сыном в большой семье кузнеца, старосты Астраханской общины старообрядцев. В РККА с 1918 года, член ВКП(б) с 1919 года. Участник Гражданской войны 1918—1920 гг. Участник Советско-финской войны. За образцовое выполнение заданий командования в борьбе с белофиннами награждён орденом Красного знамени в 1940 году.
Занимался педагогической и научной деятельностью. В конце 30-х годов — старший преподаватель Военной академии им. М. В. Фрунзе, доцент (1937), специализировался на вопросах развития и боевого применения авиации. В своих работах проводил анализ развития авиации и воздухоплавания в 1930-е годы.
Стоял у истоков боевого применения воздушно-десантных войск, разработки теории и практики их применения. Во время войны занимался вопросами планирования десантных операций и созданием штабов соединений и частей воздушно-десантных войск. В январе и феврале 1942 года при десантировании в тыл противника 4-го воздушно-десантного корпуса занимался обеспечением успешного решения боевых задач бригад и корпуса. В мае и июне 1942 года обеспечивал успешное десантирование в тыл 23-й и 211-й воздушно-десантной бригады. В августе 1942 года занимался подготовкой и формированием воздушно-десантных войск для проведения операций на Сталинградском фронте и на Кавказе. В 1943 году продолжал заниматься организацией деятельности воздушно-десантных войск для проведения операций. С июня 1943 года занимал должность начальника штаба ВДВ РККА. Участвовал в разработке плана Вяземской воздушно-десантной операции — одной из крупнейших во Второй мировой войне.
В 1944 году назначен начальником Военно-воздушной Краснознаменной академии.
24 июня 1945 года был командиром сводного расчета Военно-воздушной Краснознаменной академии на историческом параде Победы. С 29 сентября 1946 в отставке.
После 1946 года занимался преподавательской деятельностью, занимая должность начальника кафедры.
Похоронен на Донском кладбище.

## Теоретические работы
- «Дирижабли и их военное применение» (1933)[3]
- «Общая тактика ВВС» (1934) (монография)
- «Действия воздушных сил в Марокко» (1935) (монография)
- «Истребительная авиация» (1940)
- «Записки лётчика-наблюдателя» (1959)

## Звания
- Полковник – 13.12.1935
- Комбриг – 22.02.1938
- Комдив – 04.05.1940
- Генерал-майор авиации – 04.06.1940
- Генерал-лейтенант авиации – 07.08.1943

## Награды
- Орден Ленина (21.02.1945)[4];
- Орден Красного знамени (1940)[1];
- Орден Красного знамени (19.08.1944)[5]
- Орден Красного знамени (03.11.1944)[4];
- Орден Отечественной войны 1-й степени (1943)[1];
- Орден «Знак Почёта» (25.05.1936)[1];